# Andris Šics
Andris Šics (12. maj 1985 i Sigulda i Lettiske SSR) er en lettisk kælker, der har deltaget i konkurrencer siden 1998. Han har deltaget i to olympiske lege, og vandt en sølvmedalje i mændenes dobbelt under OL i 2010 i Vancouver sammen med sin teammakker, hans lillebror Juris Šics.
Šics' har vundet tre bronzemedaljer ved VM i kælk; én i mændenes dobbelt i 2011, og to i mixed team i hhv. 2008 og 2009. Han har også vundet tre medaljer i mixed team ved EM i kælk; to guldmedaljer i hhv. 2008 og 2010 og en bronzemedalje i 2006.
Juris Šics er siden den 24. marts 2010 Kavaler af Trestjerneordenen, en orden han fik overrakt af Letlands præsident Valdis Zatlers på Riga Slot den 3. maj 2010.